# 汉内洛蕾·安克
汉内洛蕾·安克（德語：Hannelore Anke，1957年12月8日—），德国女子游泳运动员。她曾代表东德参加1972年和1976年夏季奥林匹克运动会游泳比赛，其中1976年奥运会获得二枚金牌。